# Lambertseter Hockeyklub
Lambertseter Hockeyklub (grundlagt 10. april 1945) var en ishockeyklub på Lambertseter i Oslo. Klubben blev grundlagt i 1945 under Lambertseter Idrettsforening. Lambertseter hockeyklub blev i 1990 fusioneret til Manglerud Star Ishockey. Lambertseter Flyers blev oprettet som en fortsættelse af Lambertseter hockeyklub.

## Historie
Klubben fra en af Oslo's forstadsbyer var en regelmæssig modstander for hold i 2. division ishockey for mænd i 70'erne. Det var for det meste 2. divisionskampe, men for 1. division ishockey for mænd 1971/72 flyttede Lambertseter op i 1. division (i dag Fjordkraftligaen), men rykkede ned i 1. afdeling for ishockey til mænd 1972/73. Lambertseters sidste sæson i topserien var i 1981-82, og da de rykkede ned, flyttede Storhamar Dargons op. Før sæsonen havde Lambertseter også været opposition i Storhamars første træningskamp i den nybyggede Storhamar Ishall. I sæsonen 1990-91 dannede de "L" i LM-90, en andelsklub mellem dem og Manglerud Star Ishockey.

## Eksterne links
- Lambertseter IF
- Lambertseter Stadion - Nordic Stadiums